# Planète de dimensions terrestres
Une planète de dimensions terrestres, usuellement plus spécifiquement une planète de taille terrestre ou de masse terrestre, est une planète ayant des dimensions, respectivement taille et masse, comparables à celle de la Terre. La limite inférieure est généralement placée à un diamètre de 0,8 diamètre terrestre (environ 10 000 km ; cas notamment de la mission Kepler) ou une masse de 0,5 masse terrestre (environ 3 × 1024 kg), en deçà de quoi on parle de sous-Terre ; la limite supérieure est quant à elle généralement placée à un diamètre de 1,25 diamètre terrestre (environ 16 000 km ; cas notamment de la mission Kepler) ou une masse de 2 masses terrestres (environ 12 × 1024 kg), au-delà de quoi on parle de super-Terre — dans les deux cas, les limites en rayon et en masse sont équivalentes en supposant une structure analogue aux planètes Terre et Vénus. D'après la théorie et les exemples connus, les objets de ce type seraient généralement telluriques, bien que des caractéristiques de certains objets découverts en feraient plus probablement des mini-Neptune.

## Caractéristiques

### Cas des planètes «jumelles de la Terre»
On qualifie de « jumelle de la Terre » ou d'un nom analogue une planète rassemblant des conditions similaires à celles réunies sur Terre : cela implique que la planète a des dimensions (taille, masse) similaires à celles de la Terre, se trouve en zone habitable, possède une atmosphère, de l'eau liquide en surface, etc. Cette catégorie est donc beaucoup plus restrictive que le simple fait d'avoir les bonnes dimensions.

## Exemples

### Dans le Système solaire

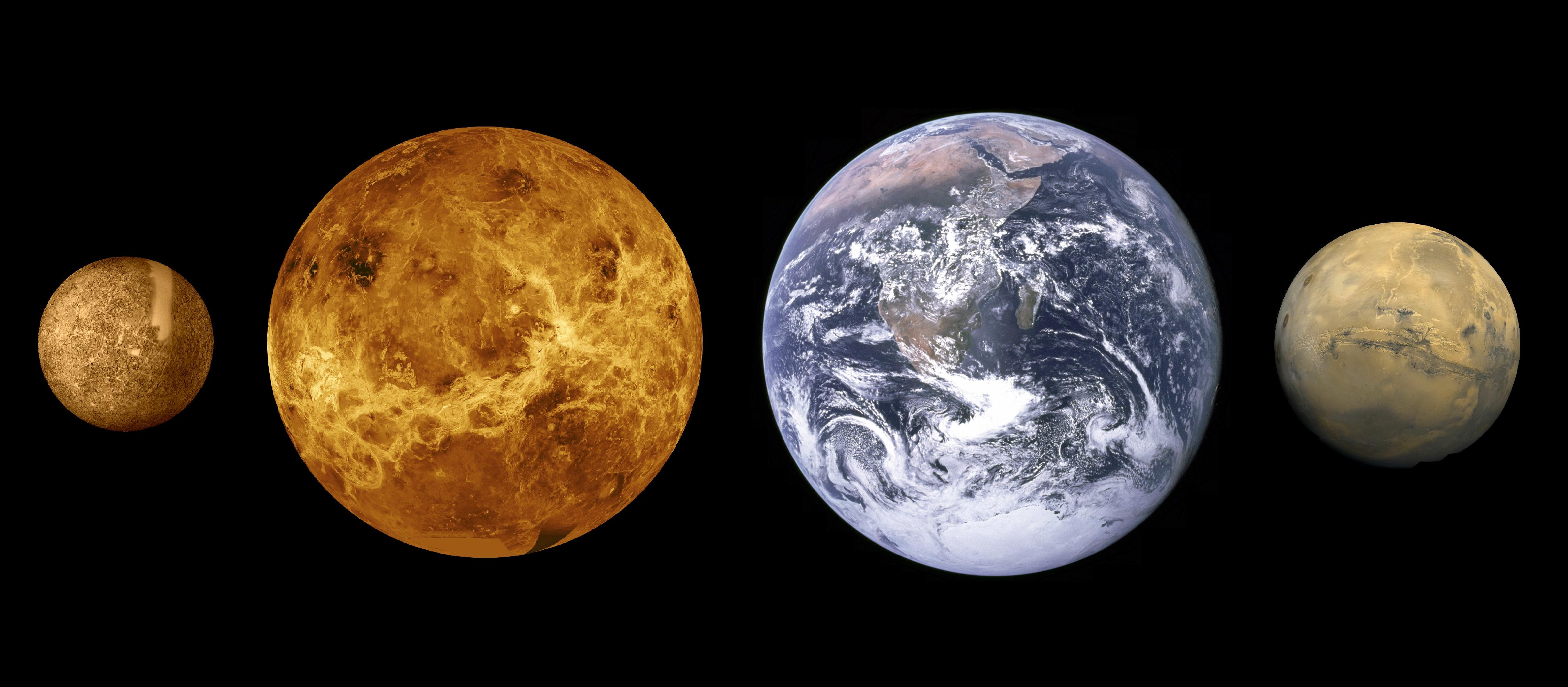
Photomontage comparatif des tailles des planètes telluriques (de gauche à droite) : Mercure, Vénus, la Terre et Mars.

Dans le Système solaire, la Terre (d'un rayon et d'une masse par définition égaux à respectivement un rayon terrestre et une masse terrestre) et Vénus (0,95 rayon terrestre pour 0,815 masse terrestre) appartiennent à cette catégorie. Des deux, seule la Terre est une vraie planète de type terrestre.

### Exoplanètes
- Alpha Centauri Bb : 1,13±0,09 masse terrestre ; (existence contestée en 2015[1],[2])
- Kepler-438 b : 1,12+0.16
-0.17 rayon terrestre ;
- Gliese 1132 b : 1,2 rayon terrestre[3] ;
- TRAPPIST-1 b, c, e, f, et g, cinq planètes de dimensions terrestres (de 0,91 à 1,15 rayon terrestre[4]), orbitant autour d'une étoile proche (à environ 40 a.l.) et dont on devrait bientôt pouvoir étudier l'atmosphère par spectroscopie.

- Teegarden b et c, autour de l'étoile de Teegarden.